# Henri Gambey
Henri-Prudence Gambey, né à Troyes le 8 octobre 1787 et mort à Paris le 28 janvier 1847, est un inventeur français, fabricant d'instruments à précision. 

## Biographie

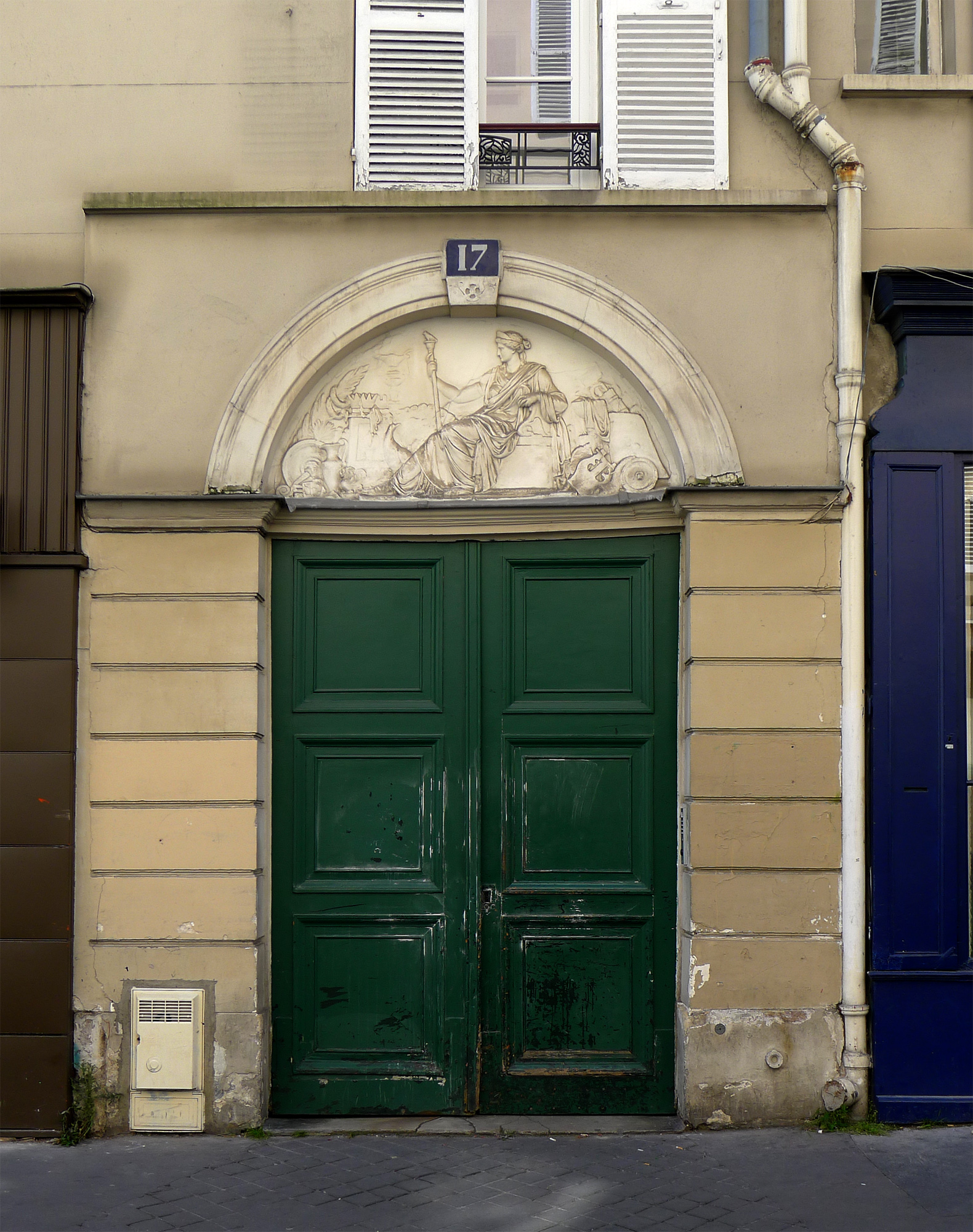
Bas-relief du no 17 de la rue de la Pierre-Levée.

Fils d'horloger, il a commencé ses études au prytanée militaire de Compiègne en 1800, devenu collège des Arts et Métiers en 1803, avant qu'il soit transféré à Châlons-sur-Marne pour devenir l'école impériale d'Arts et Métiers.
Habile mécanicien, il fut de loin le plus doué des fabricants français d'instruments à précision de son époque et travailla avec de nombreux scientifiques français et étrangers. 
Il inventa et perfectionna divers instruments de mesure et de précision, tels que le sextant, le théodolite, l'héliostat, la boussole, le télescope équatorial, le cathétomètre. Il reçut pour ses inventions la médaille d'or à l'Exposition nationale de Paris en 1819, 1824 et 1829, et en 1827 pour un équatorial mural de 2,38 mètres qu'il avait construit pour l'Observatoire de Paris. En 1824, il a reçu la médaille d'or à l'Exposition internationale pour une boussole de déclinaison permettant de mesurer aux différents points du globe la déclinaison magnétique. En 1837, il fut élu membre de l'Académie des sciences dans la section de mécanique. Le 28 janvier 1847, il meurt à Paris au no 17 de la rue de la Pierre-Levée et est inhumé au cimetière du Père-Lachaise (15e division).
Son magasin se situait dans la rue du Faubourg-Saint-Denis. Après sa mort, le magasin fut tenu par sa famille et ses employés jusque vers 1855.  
Une rue du 11e arrondissement de Paris, la rue Gambey, porte son nom.